# Karmienie piersią

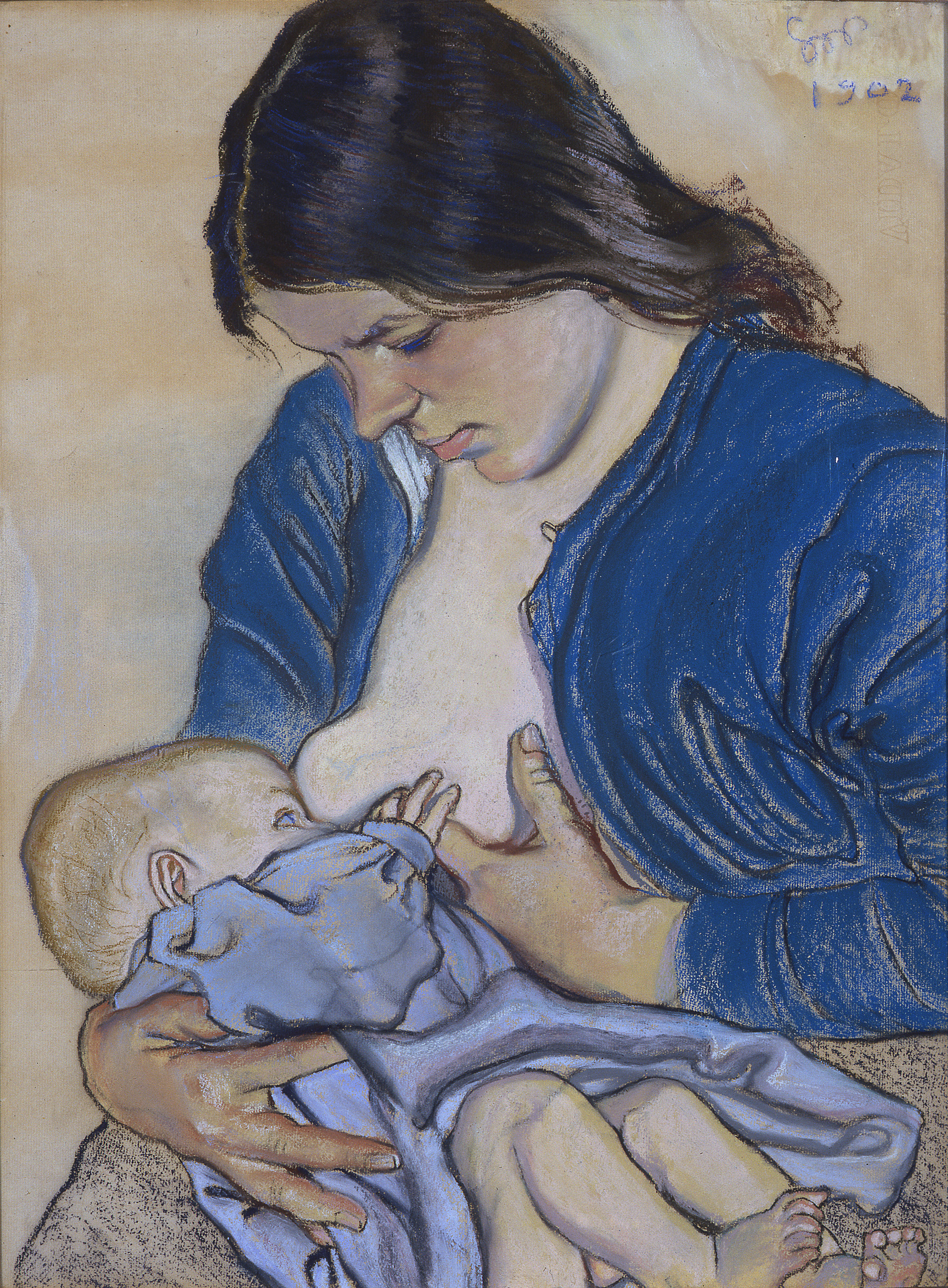
Stanisław Wyspiański, Macierzyństwo, 1902

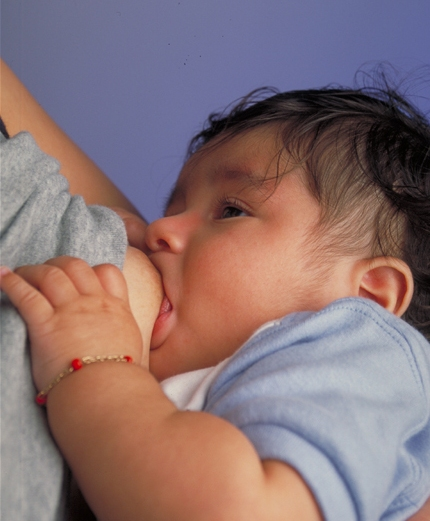
Dziecko karmione piersią

Karmienie piersią – najbardziej naturalny sposób żywienia noworodków i niemowląt. Zapewnia dziecku właściwy rozwój już od pierwszych chwil jego życia, kiedy w piersiach pojawia się siara – substancja bogata w ciała odpornościowe, białko, witaminy A i E, sole mineralne, oraz chroniąca piersi przed bakteriami. Skład pokarmu jest ściśle zindywidualizowany i dostosowany w pełni do potrzeb dziecka.
Karmienie piersią jest korzystne również dla kobiety. Chroni przed rakiem piersi i wieloma chorobami kobiecymi, powoduje prawidłowe kurczenie się macicy po porodzie. Łatwiej też pozbyć się dodatkowych kilogramów, ponieważ organizm kobiety zużywa więcej energii na laktację, wykorzystując tłuszcz nagromadzony w czasie trwania ciąży.
Podczas karmienia matka i dziecko pozostają w bardzo bliskim kontakcie fizycznym i emocjonalnym, który wpływa pozytywnie na dalszy rozwój dziecka.

## Właściwości i skład pokarmu
Skład kobiecego pokarmu: laktoza (chroni jelita przed bakteriami), tłuszcze nienasycone (wpływające na rozwój mózgu), proteiny, sole mineralne, witaminy A, B, C, D i E, cholesterol (zabezpiecza przed miażdżycą), aminokwasy (ważne w rozwoju systemu nerwowego), enzymy trawienne oraz inne substancje, ułatwiające przyswajanie żelaza, opóźniające rozwój komórek nowotworowych, wzmacniające układ odpornościowy i chroniące przed rozmaitymi chorobami, jak np. cukrzyca, alergia, anemia, celiakia, krzywica, próchnica zębów, infekcje dróg oddechowych, nadciśnienie, zawał, astma i inne. Ok 1/3 mleka ludzkiego to glikoproteiny, które są niestrawne dla noworodków, służą one jednak jako pożywka pożytecznych bakterii jelitowych, które ograniczają występowanie szkodliwych bakterii.

## Okres karmienia piersią
Światowa Organizacja Zdrowia i UNICEF zalecają:
- rozpoczęcie karmienia w ciągu godziny po porodzie
- karmienie do co najmniej drugiego roku życia
- w wieku 6 miesięcy włączenie innego pokarmu[2]

Analiza terminu zakończenia karmienia piersią u 135 gatunków naczelnych wykazała, że długość okresu karmienia jest skorelowana w 91% z ciężarem matki. Zależność tę wyraża wzór:
dni karmienia=2,71*masa matki w gramach0,56.
W przypadku człowieka oznaczałoby to średni czas karmienia od 2,8-3,7 lat. W połowie biedniejszych krajów świata karmienie piersią trwa co najmniej 2 lata, a w 64 społeczeństwach zbieracko-myśliwskich średnio około 3 lata.

## Karmienie a antykoncepcja
W czasie karmienia piersią nie zaleca się stosowania tabletek antykoncepcyjnych zawierających estrogeny w pierwszych 6 miesiącach życia dziecka, ponieważ mogą doprowadzić do zahamowania laktacji. Zalecane jest stosowanie jednoskładnikowych tabletek progestagenowych (MTG – minitabletki gestagenne). Ich przyjmowanie należy rozpocząć w 21. dniu po porodzie. Taki sposób zapewnia praktycznie 100% zabezpieczenie przed ciążą. Sytuacja dramatycznie zmienia się w przypadku zmniejszenia liczby karmień (rozpoczęcie dokarmiania) lub w przypadku wystąpienia pierwszej miesiączki po porodzie. Wówczas należy przejść na inną metodę antykoncepcji lub zastosować tabletki dwuskładnikowe.

## Powrót płodności po porodzie
Karmienie wyłącznie piersią, bez dokarmiania i dopajania oraz używania smoczków, jest podstawą naturalnej metody regulacji poczęć zwanej metodą LAM. Powrót miesiączkowania po porodzie u kobiet wygląda bardzo różnie. Im bardziej zachowanie matki jest zbliżone do standardów metody LAM, tym później (przeciętnie) zacznie ona miesiączkować. U kobiet spełniających wszystkie siedem warunków metody, miesiączka wraca średnio 14 miesięcy po porodzie, jednakże u niektórych pojawia się już po 2 miesiącach, a u innych nawet po 42 miesiącach. Pary, które chcą mieć dzieci w odstępach co 18-30 miesięcy pomiędzy dziećmi, w niektórych przypadkach mogą osiągnąć to polegając na samym karmieniu piersią.
Choć pierwszy cykl miesiączkowy po porodzie jest czasem bezowulacyjny, nie jest to regułą, co oznacza, że można zajść w kolejną ciążę, nie mając ani jednej menstruacji po poprzedniej. W drugim i następnych cyklach owulacja zazwyczaj występuje; jej brak może wskazywać na chorobę lub menopauzę. Tym niemniej, u niektórych kobiet karmienie piersią zmniejsza płodność nawet wtedy, gdy występuje już jajeczkowanie. Faza lutealna może być na przykład bardzo skrócona, uniemożliwiając zajście w ciążę. Nie dzieje się tak u wszystkich kobiet, więc nie można traktować karmienia piersią jako skutecznej metody antykoncepcji.

## Korzyści dla dziecka

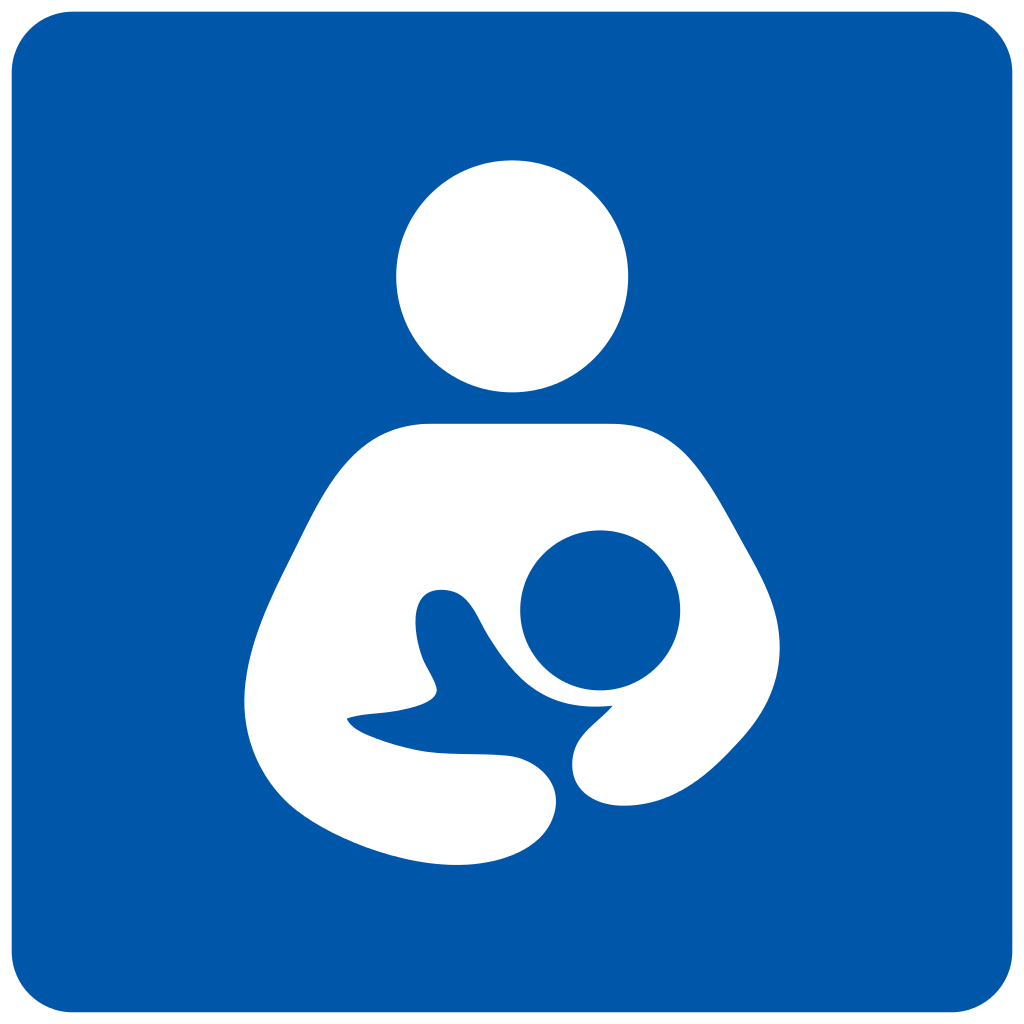
Międzynarodowy symbol karmienia piersią (Matt Daigle, zwycięzca czasopisma Mothering w 2006)

Karmienie piersią jest związane ze zmniejszonym ryzykiem wielu chorób u dziecka, m.in.:
- alergia[4]
- astma[5][6]
- choroby autoimmunologiczne tarczycy[7]
- bakteryjne zapalenie opon mózgowo-rdzeniowych[8]
- celiakia[9]
- choroba Leśniowskiego-Crohna[10]
- cukrzyca[8][11]
- biegunka[8][11]
- wyprysk[12]
- zapalenia przewodu pokarmowego[13]
- ziarnica złośliwa[8][11]
- martwicze zapalenie jelit[8]
- otyłość[8][11]
- zapalenie ucha środkowego[8][11]
- infekcje dróg oddechowych i świsty[8][11]
- reumatoidalne zapalenie stawów[14]
- zakażenia dróg moczowych[8]

## Korzyści dla matki
Karmienie piersią jest także związane z licznymi korzyściami, głównie zdrowotnymi dla matki, m.in.:
- przyspieszony proces inwolucji macicy
- szybsze dochodzenie do masy ciała sprzed ciąży
- zmniejszenie ryzyka krwotoku poporodowego, a co za tym idzie niedokrwistości
- poprawa mineralizacji kości do poziomu sprzed ciąży, stąd mniejsze ryzyko wystąpienia osteoporozy w okresie pomenopauzalnym
- zmniejszenie ryzyka wystąpienia raka sutka i jajnika w okresie pomenopauzalnym[15]
- powstawanie więzi między matką a dzieckiem
- wygoda – nie ma konieczności przygotowywania mleka i sprzętu do jego podawania
- czynnik ekonomiczny – "własne" mleko kobiety, nie wymaga nakładów finansowych

## Rodzaje karmienia piersią

### Odciąganie pokarmu
Matka może odciągnąć pokarm w celu jego późniejszego przechowywania i wykorzystania. Może uczynić to za pomocą masażu lub laktatora. Mleko można przechowywać w specjalnie przeznaczonych do tego pojemnikach. W temperaturze pokojowej może być ono przechowywane do sześciu godzin, w lodówce do ośmiu, a zamrożone nawet do dwunastu miesięcy. Badania sugerują, że aktywność przeciwutleniaczy w ściągniętym mleku maleje z biegiem czasem, ale utrzymuje się na wyższym poziomie niż w mleku modyfikowanym dla niemowląt. Ponieważ picie z butelki wymaga od dziecka mniejszego wysiłku, może zdarzyć się więc, że straci ono zainteresowanie karmieniem piersią. Aby tego uniknąć, odciągane mleko można podawać za pomocą łyżeczki lub filiżanki. Niektóre kobiety przekazują odciągnięte mleko innym matkom (bezpośredni lub za pośrednictwem banku mleka- laktarium). Dzięki temu kobiety, które z różnych przyczyn nie są w stanie karmić piersią, mogą zapewnić swojemu dziecku korzyści płynące z mleka matki.

### Korzystanie z pomocymamki(Shared nursing)
Czasami matka zatrudnia inną kobietę, która będzie karmiła jej dziecko piersią. Taka praktyka popularna była w historii, a obecnie wciąż można ją zaobserwować w niektórych krajach rozwijających się, na przykład w Afryce. W krajach rozwiniętych wywołuje jednak negatywne reakcje społeczne.

### Karmienie w tandemie
Matka może kontynuować karmienie starszego dziecka piersią, jednocześnie rozpoczynając karmienie młodszego. Większość matek jest w stanie wyprodukować ilość mleka wystarczającą, do wykarmienia dwójki dzieci jednocześnie. Ważne jest jednak, aby upewnić się, że noworodek w ciągu pierwszych kilku dni po urodzeniu otrzymuje wystarczającą ilość siary.

### Laktacja indukowana
Proces rozpoczynania karmienia piersią przez kobietę, która nie rodziła. Zwykle wymaga to od adopcyjnej matki przyjmowania hormonów i innych leków w celu stymulowania rozwoju piersi i produkcji mleka. Niektóre z kobiet, które zdecydowały się na adopcję noworodków lub niemowląt podejmuje decyzję o karmieniu przysposobionego dziecka piersią. Indukowanie laktacji u kobiety, która nie urodziła jest możliwe poprzez stymulowanie laktacji (przystawianie dziecka do piersi, pobudzanie piersi z wykorzystaniem laktatora,korzystanie z SNS, kangurowanie, farmaceutyki).

### Re-laktacja
Proces wznowienia karmienia piersią. W krajach rozwiniętych ponowne rozpoczęcie karmienia piersią następuje najczęściej po wyeliminowaniu problemów medycznych, które wcześniej spowodowały jego zaprzestanie. W krajach rozwijających zdarza się natomiast, że matka ponownie rozpoczyna karmić piersią, aby uchronić dziecko przed odwodnieniem w wyniku choroby, z towarzyszącą biegunką. Im krótszy czas minął od momentu zaprzestania karmienia, tym bardziej prawdopodobne, że uda się wznowić jego proces, choć zdarza się, że u niektórych kobiet laktacja może powrócić nawet po miesiącach przerwy.

## Wpływ karmienia piersią na seksualność kobiety
Jak pokazują badania, karmienie piersią zmniejsza aktywność seksualną i zainteresowanie seksem. Wynika to głównie z działania prolaktyny, hormonu hamującego potrzeby seksualne, którego ilość, u kobiet karmiących piersią, utrzymuje się na wysokim poziomie. Co więcej, laktacja wiąże się z niskim poziomem estrogenu oddziałującego pozytywnie na pożądanie, przyjemność, fizjologiczne nawilżenie ścian pochwy oraz częstość orgazmów. Mimo to u niektórych kobiety stan laktacji nie wpływa na satysfakcję seksualną lub wpływa na nią pozytywnie. Niekiedy samo zjawisko powiększenia się piersi oddziałuje korzystnie na poczucie atrakcyjności kobiety i wiążące się z tym podejmowanie aktywności seksualnej. Należy również zwrócić uwagę na podobieństwo procesów fizjologicznych zachodzących podczas karmienia piersią oraz współżycia. W obu przypadkach odnotować można wzwód brodawek piersiowych i rytmiczne kurczenie się macicy, co sprawia, że u części kobiet mogą pojawić się erotyczne doznania związane z karmieniem piersią, często powodując u nich dyskomfort psychiczny i lęk. Karmienie piersią wzmaga także zmęczenie, które jest jedną z najczęstszych przyczyn podawanych przez kobiety zapytane o powód obniżenia libido po porodzie.